# دبی فرگوسن-مک‌کنزی
دبی فرگوسن-مک‌کنزی (انگلیسی: Debbie Ferguson-McKenzie؛ زادهٔ ۱۶ ژانویهٔ ۱۹۷۶) دونده اهل باهاما است. از افتخارات وی میتوان به کسب مدال طلا دو ۴×۱۰۰ متر امدادی در بازی‌های المپیک تابستانی ۲۰۰۰ اشاره کرد. 